# 中島清次郎
中島 清次郎（なかじま せいじろう、1897年11月20日 - 1972年4月16日）は、日本の寿司職人。京都における寿司組合活動の礎を築き、戦後のすし委託加工制度の獲得、及び関西における本格的な江戸前寿司普及に尽力した。

## 生涯

### 生い立ちから京都での開業
1897年（明治30年）11月、東京浅草の通称「すし屋横丁」（現すし屋通り）にて北村家次男として生まれる。幼くして中島家の養子となるも、養父が他界。家の困窮により数々の職を手につけるが、最終的に江戸前寿司職人のもとで本格的に修行し、東京にて数件の店を開く。
1923年（大正12年）、関東大震災で住居・店舗共に失う。知人を頼り、妻のきく（1898年 - 1989年）ら家族と共に京都に移住。新京極通り三条下ル桜之町で、江戸前寿司と天婦羅の店「蛇の目寿し」（～平成元年）を開く。

### 中島清次郎と寿司組合の歩み
北大路魯山人の著作にもあるように、当時、京阪神での握り寿司は見よう見まねのものがほとんどで、巻き寿司と言えば太巻きのみという時勢のなか、中島は本場での修業の腕を活かし、京都中央卸売市場、錦市場などで自らが吟味した素材を仕入れ、本物の江戸前寿司を高級品としてではなく、本来の姿である庶民の食べ物として提供することに努めた。
東京とは気候・風土の異なる京都で、江戸前のネタそのものの寿司を再現することは当時の輸送技術では不可能であったが、基本的な技は店に住み込みで修行させた職人や同業者に伝えながら、素材に京都の利点を活かし、京都における握り寿司、細巻き寿司等を創り上げていく。東京時代、土地柄交流のあった浅草芸人たちが関西に滞在した折には、江戸前を求めて店に通った。特に、堺駿二とは戦後も親交が続いた。

1920年（大正9年）、営業許可申請簡素化のため各警察単位で各組合の中に料理部・寿司部・麺類部・喫茶部・洋食部・社交部などが混在する「料飲組合」が結成される。

1930年（昭和5年）、京都全市の寿司部により「京都鮓商組合」が結成され、1932年（昭和7年）中島は組合役員を経て1942年（昭和17年）には組合長となり、以後18年間戦中戦後の多難な時代に対処することとなる。

戦中から引き続く食糧統制に加え戦後の食料不足もあり、寿司屋申請店の7割近くが違法価格で流通するヤミ米を使用しているという有様だった為、GHQにより1947年（昭和22年）「飲食営業緊急措置令」（ポツダム命令）が施行される。料飲店の営業が実質的に不可能になったため、東京の鮨商組合の有志が協力してGHQと交渉、「委託加工制度」を獲得し、なんとかこれを回避する。中島もまた東京での縁故を活かし共に方策を練り、京都の業界のためにも尽力する。これにより、GHQの命令によって途絶えてしまいそうになった日本のすし文化の危機は救われる。京都でのすし委託加工制度は東京に遅れること約2年、1949年（昭和24年）1月に実施された。

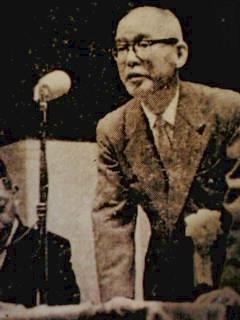
中島清次郎　(1960年代　全国すし連京都大会にて講演中）

そんな中、1950年（昭和25年）春、京都鮓商組合総会において、当時組合長であった中島の発案により「のれんを守り、品位を高めて、共存共栄の実をあげ、会員相互の親睦をはかる」ことを目的とした「京都寿司のれん会」が発足し、中島は初代会長を務め、戦後の困難な時期を乗り越え現在までの礎を築く。2代目会長は、職人ではないものの店の経営に携わっていた長男の清（きよし、1921年 - 2010年）が務め、財政・経理の面からも会を支えた。
「京都寿司のれん会」はその後京都髙島屋に協賛し「京の味ごちそう展」を開催、また京都新聞との共催事業として「すし教室」を開催、共に現在に続く。現代の名工など、多数輩出している。

また、1951年（昭和26年）3月、真摯な姿勢で寿司に向き合う法的組合として「京都府寿司事業協同組合」の設立に至り、1958年（昭和33年）まで、中島は同組合組合長として在任する。

生粋の江戸っ子である中島が京都の寿司業界をまとめ、今ある業界活動の礎を築くことが出来たのも、幼い頃からの苦労によって培われたその手腕もさることながら、こうした時代背景による影響も大きいと思われる。

### 京都寿司組合活動の礎を築く
1958年（昭和33年）に京都府寿司事業協同組合組合長を退任後は、常任相談役に就任する。助言・進言を惜しまず時には苦言を呈することもあったが「京都寿司業界の重鎮」として尊敬を集める。
1962年（昭和37年）11月、京都で業界初の融資、福利厚生、販売促進等の事業の為「京都府鮨環境衛生同業組合」（後に「京都府寿司生活衛生同業組合」に移行）が設置され、中島は初代理事長に着任する。
心血を注ぎ、時代の流れにあわせて変化させ育て上げた組合活動を見守りながら、1972年（昭和47年）4月16日、74年の生涯を閉じる。法名は「大智院顕岳清秀居士」、生誕地東京の台東区谷中に在する護国山尊重院天王寺にある中島家代々の墓所に眠る。
故人生前の功績に対し「組合公葬」が決定され、1972年4月21日、新京極誓願寺にて全国の鮨組合長・三長会役員・関係官庁・友好団体・取引商社・田中伊三次他、所縁の国会議員ら関係者の参列のもと盛大に執り行われた。